# Doryctes planiceps
Doryctes planiceps är en stekelart som beskrevs av Henry J. Reinhard 1865. Doryctes planiceps ingår i släktet Doryctes och familjen bracksteklar. Inga underarter finns listade i Catalogue of Life.